# Кейнен (Мен)
Кейнен (англ. Canaan) — місто (англ. town) в США, в окрузі Сомерсет штату Мен. Населення — 2193 особи (2020).

## Демографія
Згідно з переписом 2010 року, у місті мешкало 2275 осіб у 901 домогосподарстві у складі 637 родин. Було 1105 помешкань
Расовий склад населення:
| - 97,1 % — білих - 0,8 % — корінних американців - 0,3 % — вихідців з тихоокеанських островів - 0,1 % — чорних або афроамериканців - 0,1 % — азіатів |

До двох чи більше рас належало 1,5 %. Частка іспаномовних становила 0,6 % від усіх жителів.
За віковим діапазоном населення розподілялося таким чином: 25,0 % — особи молодші 18 років, 63,9 % — особи у віці 18—64 років, 11,1 % — особи у віці 65 років та старші. Медіана віку мешканця становила 38,8 року. На 100 осіб жіночої статі у місті припадало 100,4 чоловіків;  на 100 жінок у віці від 18 років та старших — 99,5 чоловіків також старших 18 років.
Середній дохід на одне домашнє господарство  становив 57 960 доларів США (медіана — 42 332), а середній дохід на одну сім'ю — 67 988 доларів (медіана — 52 306). Медіана доходів становила 36 875 доларів для чоловіків та 35 350 доларів для жінок. За межею бідності перебувало 15,0 % осіб, у тому числі 27,9 % дітей у віці до 18 років та 10,8 % осіб у віці 65 років та старших.
Цивільне працевлаштоване населення становило 1053 особи. Основні галузі зайнятості: освіта, охорона здоров'я та соціальна допомога — 24,9 %, виробництво — 11,5 %, роздрібна торгівля — 10,9 %.